# Robótica Mole

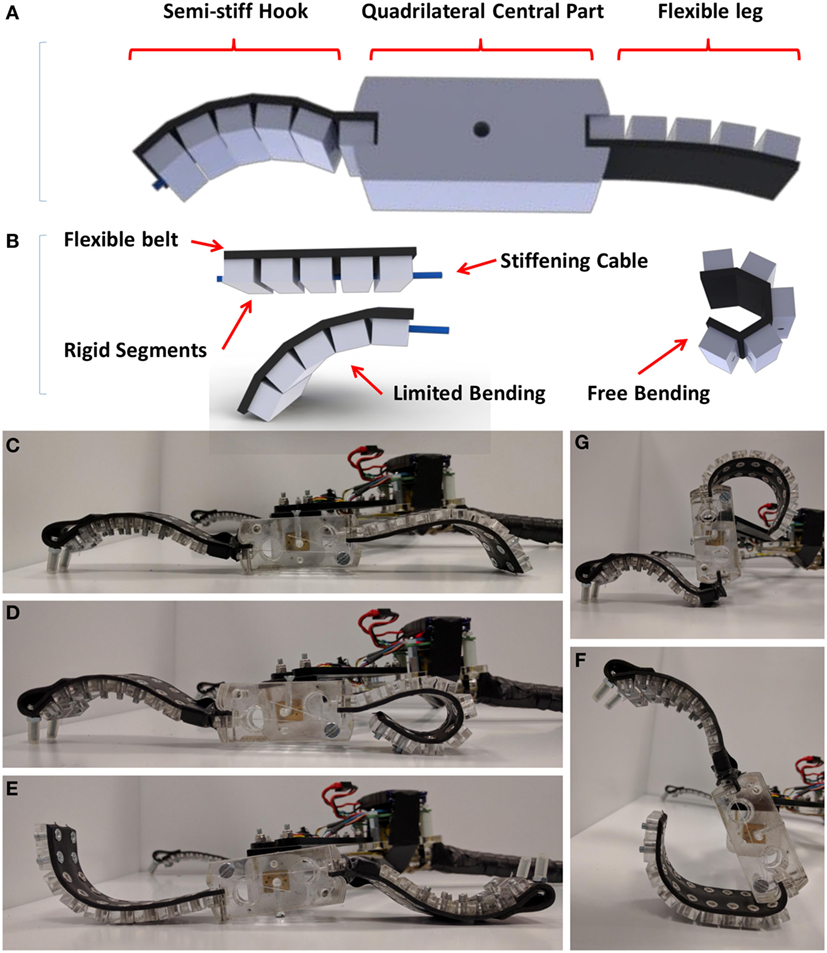
Robô mole com habilidades de locomoção terrestre.

A Robótica Mole é o subcampo específico da robótica que trata da construção de robôs a partir de materiais altamente complacentes, semelhantes aos encontrados em organismos vivos. No entanto, alguns dispositivos flexíveis podem depender de sistemas de controle eletrônicos rígidos, e dispositivos totalmente flexíveis permanecem restritos em suas capacidades.
A robótica mole baseia-se fortemente no modo como os organismos vivos se movem e se adaptam ao ambiente. Em contraste com os robôs construídos a partir de materiais rígidos, os robôs macios permitem maior flexibilidade e adaptabilidade para realizar tarefas, além de melhorar a segurança ao trabalhar com humanos. Essas características permitem seu uso potencial nos campos da medicina e manufatura.
Em 2019, pesquisadores desenvolveram o primeiro oscilador de anel macio do mundo, que dá aos robôs moles a capacidade de rolar, ondular, classificar, medir líquidos e engolir.

## Métodos e materiais de controle
Todos os robôs flexíveis requerem um sistema de atuação para gerar forças de reação, para permitir movimento e interação com seu ambiente. Alguns exemplos de métodos de controle e os materiais apropriados estão listados abaixo.

### Campo elétrico
Um exemplo é a utilização da força eletrostática que pode ser aplicada em:
Atuadores dielétricos de elastômero (DEAs) que usam campo elétrico de alta tensão para alterar sua forma (exemplo de trabalho de DEA).

### Térmico
Os polímeros com memória de forma (SMPs) são materiais inteligentes e reconfiguráveis que servem como um excelente exemplo de atuação térmica que pode ser usada para atuação. Esses materiais "lembrarão" sua forma original e voltarão a ele com o aumento da temperatura.

### Diferença de pressão
Músculos artificiais pneumáticos, outro método de controle usado em robôs moles, depende da alteração da pressão dentro de um tubo flexível. Dessa forma, ele atuará como um músculo, contraindo-se e estendendo-se, aplicando força ao que está ligado.

### Material à base de metal
Ao combinar metais como a platina com papel queimado (cinzas), os cientistas obtiveram o material que mantém a dobrabilidade e os recursos leves do papel e plástico tradicionais. O processo chamado "síntese de modelos ativada por óxido de grafeno" para criar este material.

## Revistas Internacionais
- Soft Robotics (SoRo)
- Soft Robotics section of Frontiers in Robotics and AI

## Eventos internacionais
- 2018 Robosoft, primeira Conferência Internacional IEEE sobre Soft Robotics, 24-28 de abril de 2018, Livorno, Itália.